# Himalopsyche hageni
Himalopsyche hageni är en nattsländeart som beskrevs av Banks 1940. Himalopsyche hageni ingår i släktet Himalopsyche och familjen rovnattsländor. Inga underarter finns listade i Catalogue of Life.